# 201e brigade de missiles antiaériens
Pour les articles homonymes, voir 201e brigade.
La 201e brigade de missiles antiaériens (en ukrainien : 201-ша зенітна ракетна бригада імені гетьмана Пилипа Орлика, no A2183) est une brigade de missiles antiaériens du Commandement aérien Sud.

## Historique
Stationnée à Mykolaïv, elle est nommée Pylyp Orlyk et a été décorée le 23 août 2023 de Pour le Courage et la Bravoure.

## Équipement
La brigade est dotée d'un système de missiles sol-air (parfois modifiés en missiles sol-sol) S-300PT  et V1.